# Frankensteins Tante (Fernsehserie)

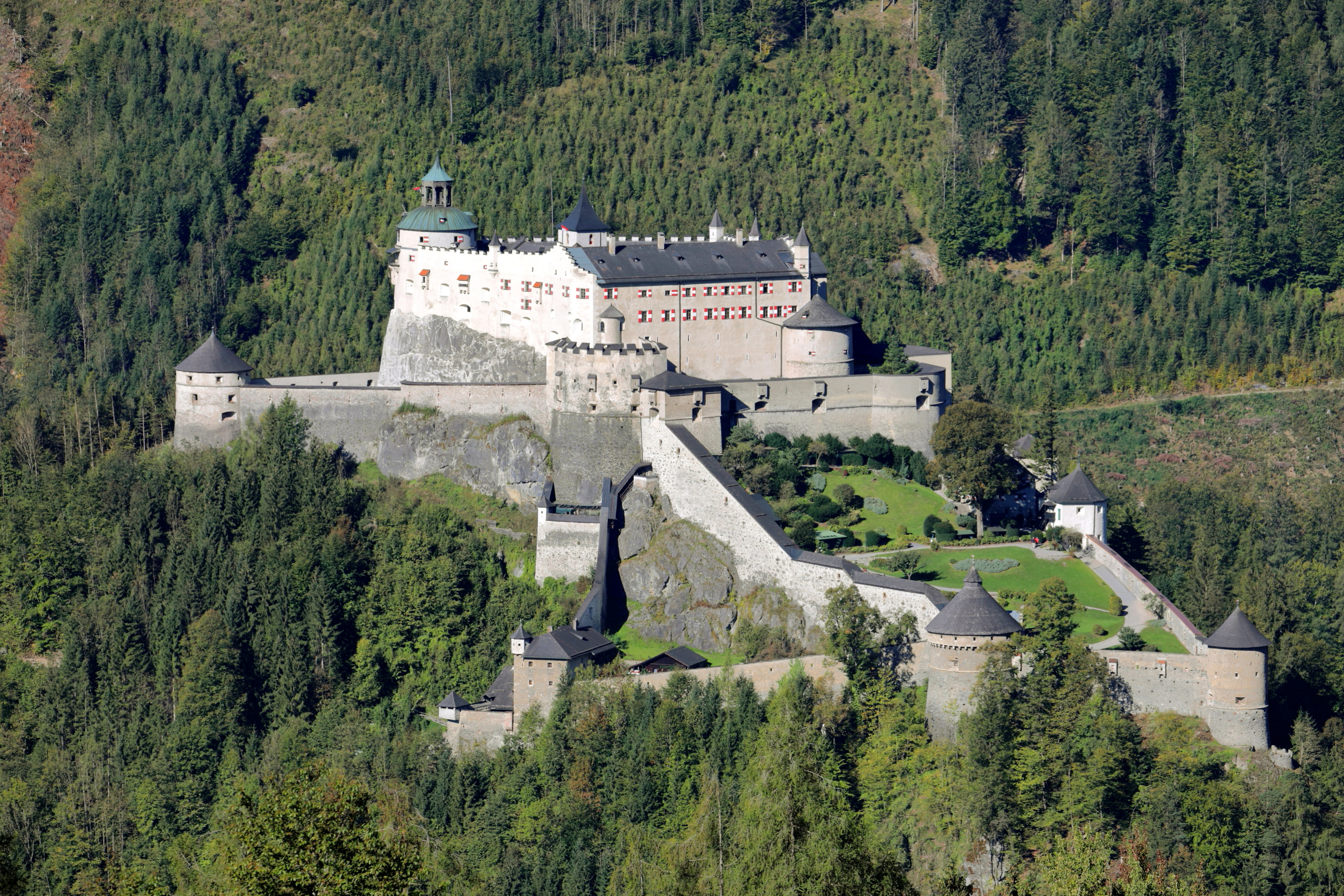
Die Festung Hohenwerfen in Österreich diente als Kulisse für Schloss Frankenstein

Frankensteins Tante ist eine Fernsehserie aus dem Jahr 1986. Sie entstand als Koproduktion von Österreich, Deutschland, Frankreich, Spanien, Italien, Schweden und der Tschechoslowakei und basiert auf dem gleichnamigen Roman von Allan Rune Pettersson.

## Handlung
In der Fernsehserie fährt Hanna Frankenstein nach Frankenstein, allerdings, anders als im Roman, zunächst eher mit dem Ziel, für Henry Frankenstein eine Braut zu finden, damit „in die Familie kleine Frankensteins kommen“. Dieser ist aber mit seiner neuesten Erfindung beschäftigt, der Erschaffung eines Menschen mit dem Gehirn eines Genies und der Kraft einer Maschine. Im Unterschied zum Buch von Allan Rune Pettersson begegnet die Baronin noch mehr Spukgestalten, unter anderem sind das ein Wassermann, ein Feuergeist, ein Gehängter, ein Gespenst und die Weiße Frau. Außerdem trifft sie hier auch auf den Waisen Max, der vom Zirkus ausgerissen ist.

## Episoden
1. Die Geburt
2. Die Renovierung
3. Die Braut
4. Die Wiege
5. Der Salonlöwe
6. Das Automobil
7. Die Hochzeit

## Produktion
- Die Besetzung der Serie ist sehr international, was auch auf die Beteiligung von sieben Ländern an der Produktion zurückzuführen ist, so dass der slowakische Regisseur Juraj Jakubisko von einer babylonischen Sprachvielfalt beim Dreh sprach.
- Die Verfilmung ist im Einzelnen eine Koproduktion von Taurus Film München, MR-Film (Österreich), Československá televízia Bratislava (Tschechoslowakei) und Films du Sabre (Frankreich) in Zusammenarbeit mit SVT 1 (Schweden), Raiuno (Italien), FR-3 (Frankreich) und TVE (Spanien).
- Die Produzenten wünschten außerdem Spukgestalten aus vielen verschiedenen Kulturen, damit die Serie überall auf der Welt gute Resonanz findet.[1]
- Als Drehorte dienten unter anderem Hallstatt, die Umgebung von Salzburg, das Dachsteingebirge, Boskovice, Werfen mit der Festung Hohenwerfen[2] und Manínska tiesňava.
- Die Macher der Verfilmung von „Frankensteins Tante“, Jaroslav Dietl und Juraj Jakubisko, interpretierten das klassische Motiv von Frankenstein mit Humor, der zur Parodie tendiert, wollten dabei aber das Publikum nicht nur unterhalten, sondern auch ihre Überzeugung an den Sieg der Humanität und des gesunden Menschenverstands über menschliche Aggressivität und Intoleranz zum Ausdruck bringen.[3]

## Alternative Titel und Versionen
- Die Serie hatte zunächst den Arbeitstitel Vnuk Frankensteinovej tety (Der Enkel von Frankensteins Tante). Da aber Max gar nicht mit der Tante von Frankenstein verwandt ist, wurde der Titel in Frankensteinova teta (Frankensteins Tante) gekürzt. In der Slowakei wurde die Serie sogar nur unter Teta (Tante) ausgestrahlt.
- In Frankreich lief die Serie in 13 Teilen zu je 25 Minuten unter dem Namen La tante de Frankenstein.
- Weitere Titel lauten unter anderem: Frankenstein’s Aunt (englisch), La zia di Frankenstein (Italien) und La zía de Frankenstein oder auch alternativ Los Monstruos de Transilvania (Spanien).
- Es gibt außerdem einen Zusammenschnitt der Serie zu einem 96-minütigen Amphibienfilm mit dem Titel Freckled Max and the Spooks (Originaltitel: Pehavý Max a strasidlá).[1]

## Soundtrack
Das Titellied Zwei Träume lang, produziert von Oliver Onions, erschien 1987 als 7"-Single bei Teldec (6.14792 AC) und beinhaltete die Instrumental-Version als B-Seite. Interpret war Kieran Hilbert, der zusammen mit seinem Bruder Lukas Hilbert das von Udo Lindenberg produzierte Duo Hauden & Lukas bildete. Das in der Serie verwendete Lied Fantasy wurde ursprünglich von Oliver Onions für den Film Der Bomber geschrieben.

## DVD-Veröffentlichung
Frankensteins Tante erschien am 17. März 2008 erstmals in Deutschland auf DVD. Die siebenteilige Serie wurde auf drei DVDs mit einer Gesamtlaufzeit von 364 Minuten à 52 Minuten je Folge veröffentlicht.
Der neue Rechteinhaber Renaissance Medien brachte die Box im Digipak in einer restaurierten Fassung auf den Markt, sowohl Bild als auch Ton wurden neu bearbeitet. Das Bildformat beträgt 4:3 (Vollbild) und der Ton ist in Dolby Digital 2.0. Die Box ist freigegeben ab 12 Jahren.

## Synchronisation
| Rolle                              | Darsteller           | Synchronsprecher  |
| ---------------------------------- | -------------------- | ----------------- |
| Tante Hanna Frankenstein           | Viveca Lindfors      | Tilly Lauenstein  |
| Max                                | Martin Hrebeň        | Edmund Pohl       |
| Albert                             | Gerhard Karzel       | Gerhard Karzel    |
| Klara, die Tochter der Apothekerin | Barbara De Rossi     | Irina Wanka       |
| Alois, der Wassermann              | Eddie Constantine    | Jochen Striebeck  |
| Baron Wolfskehl, der Werwolf       | Flavio Bucci         | Fred Maire        |
| Graf Dracula                       | Ferdy Mayne          | Ferdy Mayne       |
| Elisabeth, die Weiße Frau          | Mercedes Sampietro   | Gerlinde Locker   |
| Sepp Zischel, der Feuermann        | Tilo Prückner        | Tilo Prückner     |
| Baron Henry Frankenstein           | Bolek Polívka        | Klaus Guth        |
| Igor                               | Jacques Herlin       | Alois Maria Giani |
| Frau Karch, die Apothekerin        | Marie Drahokoupilová | Christa Berndl    |
| Hans, der Sohn des Bürgermeisters  | Roman Skamene        | Oliver Grimm      |

## Verschiedenes
- Die Rolle der Weißen Frau wurde bei Frankensteins Tante von Elisabeth Báthory (1560–1614) inspiriert. Sie soll hunderte von Mädchen zu Tode gefoltert haben und einer Legende nach verflucht sein, in ihrer Burg als Weiße Frau umherzuwandeln. In der Serie ist die Rolle aber abgemildert, die Gemeinsamkeiten sind noch im selben Vornamen und einigen Andeutungen zu erkennen. Der Regisseur von Frankensteins Tante, Juraj Jakubisko, drehte auch einen Film mit dem Titel Bathory über sie, der 2008 erschien.
- Frankensteins Tante wurde 1988 beim Filmfestival Fantasporto für den Grande Prémio als bester phantastischer Film nominiert.
- Ferdy Mayne, der in der Serie Graf Dracula spielt, hatte bereits 1967 eine ähnliche Rolle als Graf Krolock in Tanz der Vampire.
- Basierend auf dem Roman von Allan Rune Petterson gibt es auch ein englischsprachiges Musical, das für die Aufführung an Schulen gedacht ist.[5]
- Die Wesen, die aussehen wie Zwerge mit Elefantenköpfen ohne Stoßzähne, tragen in der Serie und im Buch von Werner Meier den Namen Igorkos. Igorko ist die slawische Verkleinerungsform von Igor; Igorkos bedeutet also so viel wie Igorleins.[6]